# Марцін Камінський (шахіст)
Марцін Каміньський (пол. Marcin Kamiński; нар. 10 березня 1977, Вроцлав) — польський шахіст, гросмейстер.

## Шахова кар'єра
В шахи навчився грати в 4 роки. Від кінця 1980-х років був провідним польським юніором. У 1989 році в Пуерто-Рико виборов титул чемпіона світу серед юніорів у категорії до 12 років. Два роки по тому у Варшаві повторив цей успіх у категорії до 14 років. У 1993 році завоював срібну медаль на чемпіонаті Європи серед юніорів. У 1994 — 1998 роках чотири рази виходив у фінал чемпіонату Польщі. У той період тричі представляв країну на шахових олімпіадах: у Москві (1994), Єревані (1996) і Елісті (1998). Загалом на олімпіадах зіграв 28 партій з результатом +12 -4 =12 (64,3 %), 1998 року на першій резервній шахівниці виборов бронзову медаль з результатом +4 -0 =4 (75 %). 1996 року ФІДЕ присудила йому звання гросмейстера. Наприкінці дев'яностих відмовився від гри за збірну і участі в престижних турнірах, хоча й належав до числа провідних польських шахістів. Вивчав інформатику в Університеті Техасу в Далласі. У 2002 році команда університету за його участі здобула титул чемпіона США серед університетів. Разом з Павелом Блемом заснував компанію Chessaid , що займається шаховим тренуванням через Інтернет.
Найвищий рейтинг Ело в кар'єрі мав станом на 1 січня 1997 року, досягнувши 2540 очок, займав тоді третє місце (позаду Михайла Красенкова і Олександра Войткевича) серед польських шахістів.

## Зміни рейтингу
| На цьому місці має відображатися графік чи діаграма, однак з технічних причин його відображення наразі вимкнено. Будь ласка, не видаляйте код, який викликає це повідомлення. Розробники вже працюють для того, щоби відновити штатне функціонування цього графіка або діаграми. | |
| | На цьому місці має відображатися графік чи діаграма, однак з технічних причин його відображення наразі вимкнено. Будь ласка, не видаляйте код, який викликає це повідомлення. Розробники вже працюють для того, щоби відновити штатне функціонування цього графіка або діаграми. |